# Uranothauma magnificans
Uranothauma magnificans är en fjärilsart som beskrevs av Stoneham 1937. Uranothauma magnificans ingår i släktet Uranothauma och familjen juvelvingar. Inga underarter finns listade i Catalogue of Life.